# Довгоноса акула карибська
Довгоноса акула карибська (Rhizoprionodon porosus) — акула з роду Довгоноса акула родини сірі акули. Інша назва «акула-курка».

## Опис
Загальна довжина сягає 80 см (самців) та 1,1 м (самиць). Голова довга. Морда надзвичайно довга та дуже вузька. Очі середнього розміру, круглі, з мигательною веретинкою. У раїм губ присутні довгі, чітко помітні борозни. Рот дугоподібний. На кожній щелепі розташовано по 24 робочих зуба. Зуби дрібні, на крайках зубів на відміну від інших представників свого роду відсутні пильчасті крайки. Тулуб веретеноподібний. Грудні плавці невеликі та широкі, трикутної форми. Мають 2 спинних плавця, з яких передній трохи перевершує задній. Передній спинний плавець розташований між грудними і черевними плавцями. Має трикутну форму. Задній спинний плавець розташовано навпроти анального. Останній більше за задній спинний плавець. Хвостовий гетероцеркальний, верхня лопать значно довше за нижню
Забарвлення спини сіро-коричневе або коричневе. Черево має білуватий колір. Іноді з боків присутні блідо-білі плями. Край переднього спинного та хвостового плавця темні, задні крайки інших плавців зазвичай світлі.

## Спосіб життя
Тримається на глибинах від поверхні до 500 м (зазвичай — 100 м), континентальному та острівному шельфі. Воліє до мілини, зустрічається у лиманах, затоках, гирлах й річищах річок. Здійснює сезонні міграції, в зимовий час переміщається на більші глибини. Живиться дрібними костистими рибами, креветками, равликами, кальмарами, личинками водних тварин.
Статева зрілість настає у віці 2 роки, при розмірах у самців 60 см, у самиць — 80 см. Це живородна акула. Вагітність триває 10-11 місяців. Самиці народжує від 2 до 8, зазвичай до 6, акуленят завдовжки 31-39 см.
Загальна тривалість життя 10 років, середня 5-6.
Є об'єктом обмеженого комерційного вилову біля берегів Бразилії. М'ясо їстівне, частково використовується для виробництва рибного борошна.
Ця акула добре пристосовується до неволі, тому часто її тримають в океанаріумі.

## Розповсюдження
Мешкає від південного узбережжя Флориди до Уругваю, включно зі східним узбережжям Південної Америки. Численною є в Карибському басейні.